# Sacbé

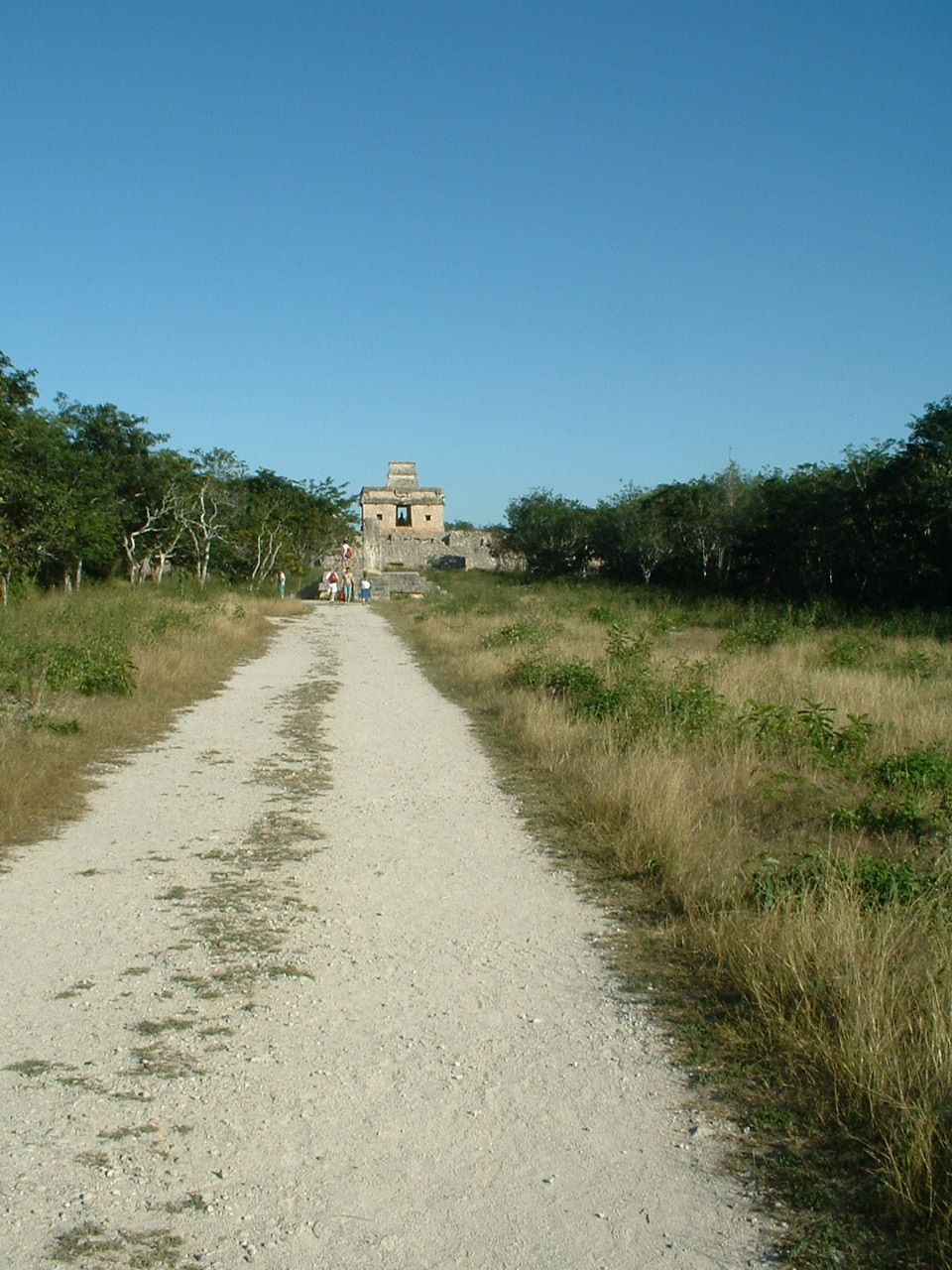
Sacbej en Dzibilchaltún, Yucatán.

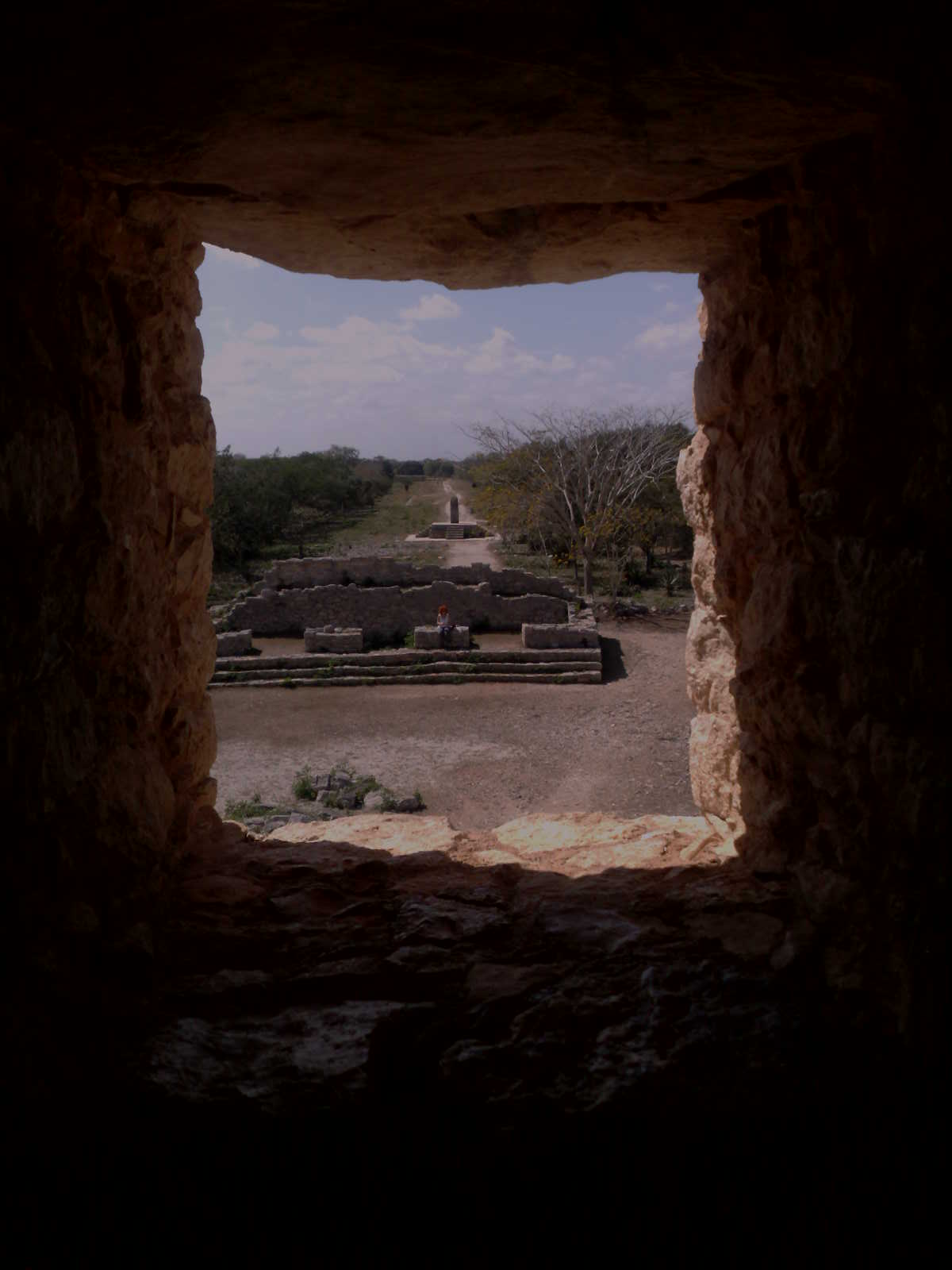
Sacbej en Dzibilchaltún, visto desde el Templo de las Siete Muñecas.

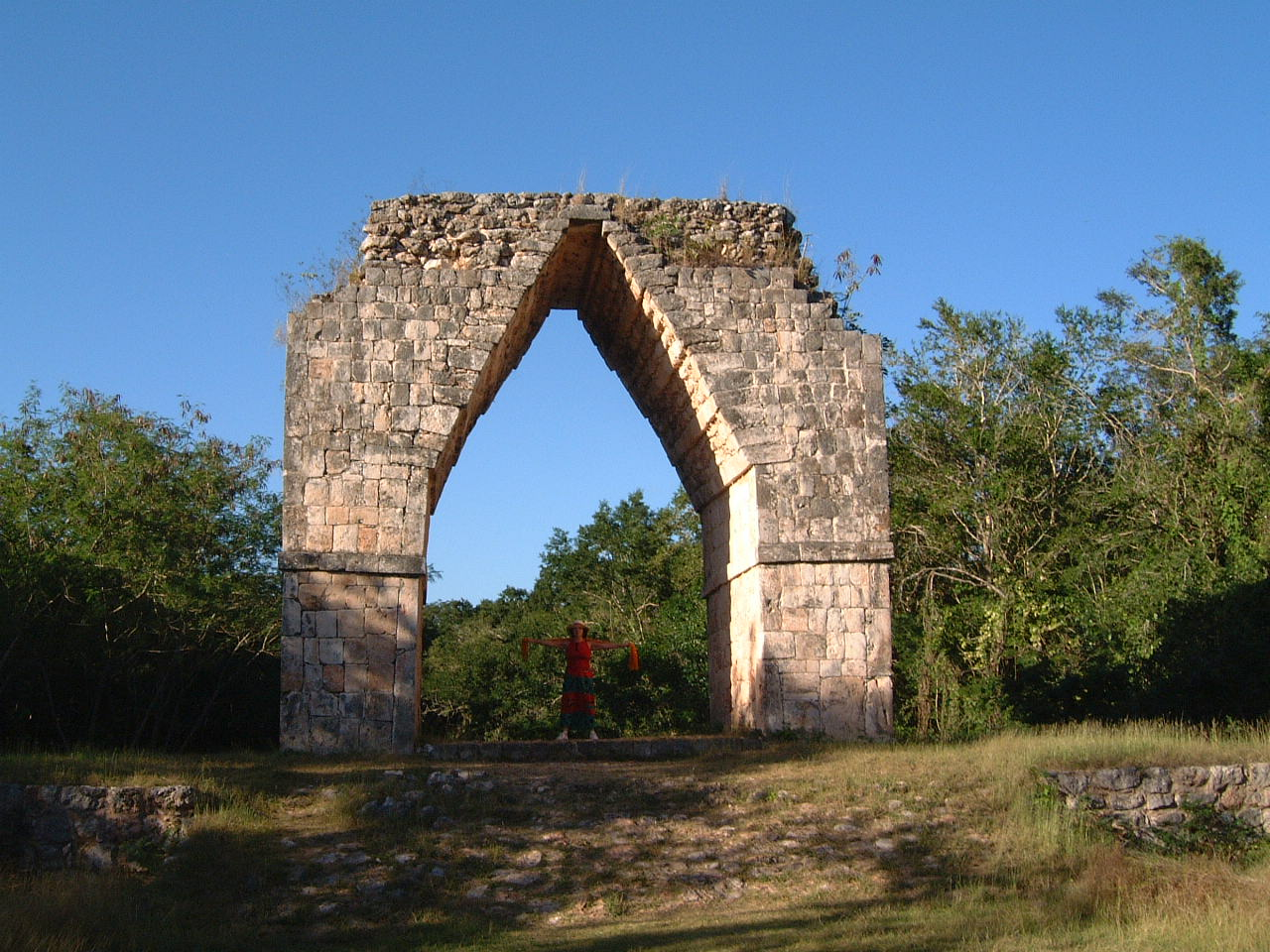
Arco al final del sacbej, Kabah, Yucatán.

Sak bej (también sacbej, sacbé o sacbeh), plural: sakbejo'ob o sacbés, es un camino recto, elevado, sin desniveles y pavimentado construido por los mayas prehispánicos. 

## Detalles
La palabra sakbej proviene de «sak», blanco y «bej», camino. Eran caminos elevados cubiertos por estuco blanco o cal de entre 4 y 20 m de ancho y hasta 300 km de largo. Generalmente conectaban plazas y templos o grupos estructurales dentro de las ciudades mayas, pero otros conectaban las ciudades entre sí. Algunos de ellos aún existen en la península de Yucatán y en ciertos lugares de Guatemala.
Probablemente el sacbej más conocido es el de Chichén Itzá que conecta el grupo principal del Castillo con el Cenote Sagrado. Otro sacbej conocido es el que conecta el sitio arqueológico de Uxmal con Kabáh en la región Puuc y que tiene arcos en cada extremo. Por mucho tiempo el sacbej más largo conocido era el que unía las ciudades antiguas de Cobá y Yaxuná pero recientemente se han hallado los restos de un sacbej que parece unía las ciudades de T'Hó (hoy Mérida, la capital del estado) con los sitios de Izamal y hasta la costa del Caribe cerca de Puerto Morelos, una distancia de 300 km.
Mientras los caminos más largos se usaban para el comercio y la comunicación todos los sacbejob también tenían un significado ritual o religioso. El mayista John Lloyd Stephens reportó en 1840 que los habitantes locales siempre decían una oración ritual al cruzar un sacbej, aun cuando este ya estuviera cubierto por la jungla.
Los sacbejob de Yucatán son los más conocidos, sin embargo han sido documentados en toda el área maya. Algunos parecen haber sido construidos en períodos tan tempranos como el maya preclásico. Cerca del sitio de El Mirador se han encontrado algunos.
En tiempos modernos algunos de los sacbejob han sido usados como base o incorporados a carreteras y líneas de ferrocarril.